# Sherburne County
Das Sherburne County ist ein County im US-amerikanischen Bundesstaat Minnesota. Im Jahr 2020 hatte das County 97.183 Einwohner und eine Bevölkerungsdichte von 86 Einwohnern pro Quadratkilometer. Der Verwaltungssitz (County Seat) ist Elk River.
Das Sherburne County ist Bestandteil der Metropolregion Minneapolis–Saint Paul.

## Geografie
Das County liegt südöstlich des geografischen Zentrums von Minnesota am linken Ufer des oberen Mississippi an der Mündung des Elk River. Es hat eine Fläche von 1168 Quadratkilometern, wovon 38 Quadratkilometer Wasserfläche sind. An das Sherburne County grenzen folgende Nachbarcountys:
| Benton County  | Mille Lacs County | Isanti County |
| Stearns County |                   |               |
| Wright County  |                   | Anoka County  |

### Schutzgebiete

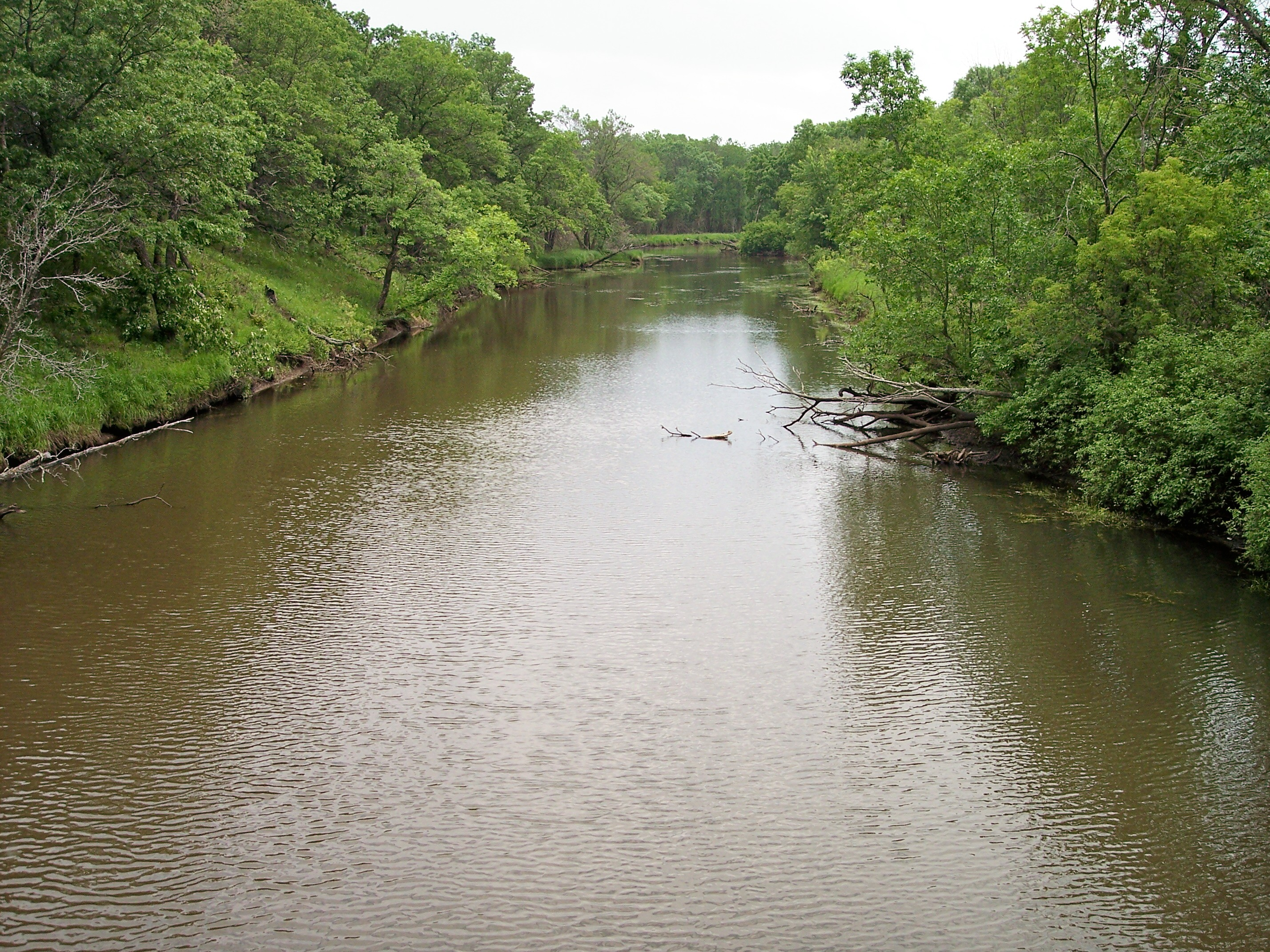
Sherburne National Wildlife Refuge

In der Mitte des Countys befindet sich das Sherburne National Wildlife Refuge. Es wird vom Saint Francis River durchflossen, einem linken Nebenfluss des Elk River.

## Geschichte
Das Sherburne County wurde am 25. Februar 1856 aus Teilen des Benton County gebildet. Benannt wurde es nach Moses Sherburne, einem früheren Richter am Obersten Gerichtshof von Minnesota.

## Demografische Daten
Nach der Volkszählung im Jahr 2010 lebten im Sherburne County 88.499 Menschen in 29.572 Haushalten. Die Bevölkerungsdichte betrug 78,3 Einwohner pro Quadratkilometer. In den 29.572 Haushalten lebten statistisch je 2,91 Personen.
Ethnisch betrachtet setzte sich die Bevölkerung zusammen aus 94,5 Prozent Weißen, 2,0 Prozent Afroamerikanern, 0,5 Prozent amerikanischen Ureinwohnern, 1,3 Prozent Asiaten sowie aus anderen ethnischen Gruppen; 1,6 Prozent stammten von zwei oder mehr Ethnien ab. Unabhängig von der ethnischen Zugehörigkeit waren 2,2 Prozent der Bevölkerung spanischer oder lateinamerikanischer Abstammung.
28,5 Prozent der Bevölkerung waren unter 18 Jahre alt, 62,9 Prozent waren zwischen 18 und 64 und 8,6 Prozent waren 65 Jahre oder älter. 48,9 Prozent der Bevölkerung war weiblich.

Das jährliche Durchschnittseinkommen eines Haushalts lag bei 71.819 USD. Das Pro-Kopf-Einkommen betrug 27.444 USD. 8,0 Prozent der Einwohner lebten unterhalb der Armutsgrenze.

## Ortschaften im Sherburne County
Alle sieben Ortschaften im Scherburne County haben den Gemeindestatus „City“
| - Becker - Big Lake - Clear Lake - Elk River | - Princeton1 - St. Cloud2 - Zimmerman |

1 – teilweise im Mille Lacs County

2 – teilweise im Stearns und Benton County

## Gliederung
Das Sherburne County ist neben den sieben Citys in zehn Townships eingeteilt:
| Township            | Einwohner (2010) | FIPS     |
| ------------------- | ---------------- | -------- |
| Baldwin Township    | 6739             | 27-03286 |
| Becker Township     | 4842             | 27-04636 |
| Big Lake Township   | 7386             | 27-05770 |
| Blue Hill Township  | 2176             | 27-06742 |
| Clear Lake Township | 1539             | 27-11782 |
| Haven Township      | 1986             | 27-27674 |
| Livonia Township    | 5951             | 27-37754 |
| Orrock Township     | 3451             | 27-48670 |
| Palmer Township     | 2354             | 27-49534 |
| Santiago Township   | 1895             | 27-58522 |